# Grande-Rivière (Quebec)
Grande-Rivière es una ciudad de la provincia de Quebec, Canadá. Está ubicada en el condado regional de Le Rocher-Percé y a su vez, en la región administrativa de Gaspésie–Îles-de-la-Madeleine. Hace parte de las circunscripciones electorales de Gaspé a nivel provincial y de Gaspésie−Îles-de-la-Madeleine a nivel federal.

## Geografía
Grande-Rivière se encuentra ubicada en las coordenadas 48°24′00″N 64°30′00″O / 48.40000, -64.50000. Según Statistics Canada, tiene una superficie total de 87,49 km² y es una de las 1135 municipalidades en las que está dividido administrativamente el territorio de la provincia de Quebec.

## Demografía
Según el censo de 2011, había 3456 personas residiendo en esta ciudad con una densidad poblacional de 39,5 hab./km². Los datos del censo mostraron que de las 3409 personas censadas en 2006, en 2011 hubo un aumento poblacional de 47 habitantes (1,4%). El número total de inmuebles particulares resultó de 1566 con una densidad de 17,9 inmuebles por km². El número total de viviendas particulares que se encontraban ocupadas por residentes habituales fue de 1535.